# Pobre Clara
Pobre Clara fue una telenovela mexicana dirigida por Miguel Ángel Herros, producida por Valentín Pimstein para la cadena Televisa en 1975. Fue protagonizada por Chela Castro y Julio Alemán y como antagonistas tuvieron a María Teresa Rivas, Alma Muriel y Carlos Bracho. Contó además con las actuaciones estelares de Alicia Montoya, Andrea Palma, Ana Luisa Peluffo, Bárbara Gil, Gregorio Casal e Isabela Corona y marcó el debut de Alfredo Leal.

## Sinopsis
Clara Escobedo es una mujer madura, pero con una personalidad de una niña de 14 años. Esto es debido a su madre Doña Mercedes, una mujer posesiva y egoísta, quien la maltrata y la obliga a trabajar como criada. Por esto Clara es una mujer apagada y poco agraciada, que lleva luto por la muerte de su padre a quien adoraba. Esto la hace el principal objeto de burla de todos en la casa.
La única persona que la quiere y aprecia es su tía Emilia, quien decide que Clara se merece una especie de recompensa por su paciencia y sacrificio. A pesar de la oposición de Doña Mercedes Emilia le compra un pasaje en barco a Clara, quien finalmente acepta el regalo de su tía.
Pero Clara nunca se imaginó que ese viaje cambiaría su vida, pues en ese barco conocería a Cristián de la Huerta, un apuesto y prominente médico que se enamora de la inocencia y la bondad de Clara. Ella por fin siente lo que es estar enamorada y por ello está dispuesta a dar un cambio radical a su vida y enfrentarse a todos los que le han hecho daño en el pasado para estar junto al hombre que ama.

## Elenco
- Chela Castro - Clara Isabel Escobedo Acevedo
- Julio Alemán - Dr. Cristián de la Huerta Santader
- María Teresa Rivas - Doña Mercedes Acevedo Vda. de Escobedo
- Carlos Bracho - Francisco Escobedo Acevedo
- Alicia Montoya - Tía Emilia Acevedo
- Mauricio Ferrari - Roberto Escobedo Dupris
- Andrea Palma - Doña Beatriz Alfaro
- Miguel Suárez - Sr. Alfaro
- Alma Muriel - Susana Escobedo Montenegro
- Ana Luisa Peluffo - Lucía Montenegro de Escobedo
- Bárbara Gil - Mari
- Gregorio Casal - René
- Alfredo Leal - Arturo
- Carmen Salas - Camila Lozano
- Isabela Corona - Nieves
- Julio Monterde - Óscar
- Alan Conrad - Gerente
- Hernán Guido - Edy
- Marcela López Rey - Liliana
- Estela Chacón - Ana María Lozano
- Luz Adriana - Juanita
- Rosángela Balbó - Lourdes
- Héctor Andremar
- David Estuardo
- Leonardo Daniel
- Carlos Becerril

## Versiones
- El canal argentino Canal 11 realizó en 1984 una versión de esta telenovela titulada también Pobre Clara, protagonizada por Alicia Bruzzo y Germán Kraus. Apertura de "Pobre Clara" 1984 en Youtube
- En 1995 se hizo otra versión en Argentina, Dulce Ana, producida para Telearte y protagonizada por Patricia Palmer y Orlando Carrio.
- También en 1995, el productor Enrique Segoviano realizó una versión de esta historia, Pobre niña rica, protagonizada por Victoria Ruffo y Ariel López Padilla.